# Reichenberg (Unterfranken)
Reichenberg ist ein Markt im Landkreis Würzburg im Regierungsbezirk Unterfranken.

## Geographie
Der Markt Reichenberg ist südlich der Stadt Würzburg gelegen. Am östlichen Ortsrand befindet sich das Schloss Reichenberg.

### Gemeindegliederung
Reichenberg hat sieben Gemeindeteile (in Klammern der Siedlungstyp):
- Albertshausen (Pfarrdorf)
- Chaussee-Wirthshaus (Einöde)
- Fuchsstadt (ehemaliger Markt)
- Guttenberg (Forsthaus)
- Lindflur (Kirchdorf)
- Reichenberg (Hauptort)
- Uengershausen (Pfarrdorf)

Es gibt die Gemarkungen Reichenberg, Albertshausen, Fuchsstadt, Uengershausen, Lindflur.

## Geschichte

### Bis zur Gemeindegründung
Reichenberg war Bestandteil des Rittergutes Albertshausen der Freiherren von Wolfskeel, das zum Fränkischen Ritterkreis gehörte. Es wurde 1806 durch das Großherzogtum Würzburg mediatisiert und kam mit diesem 1814 zu Bayern. Im Jahr 1818 entstand die politische Gemeinde. Die ehemalige Gemarkung Hattenhausen, wie Heidingsfeld eine im 14. Jahrhundert von Wolfram von Leinach ererbte Oblei, ist in Reichenberg aufgegangen.

### Eingemeindungen
Im Zuge der Gebietsreform in Bayern wurden am 1. Mai 1978 die Gemeinden Albertshausen, Lindflur, Uengershausen sowie der Markt Fuchsstadt eingegliedert. Dadurch wurde die Gemeinde Reichenberg zum Markt erhoben.

### Einwohnerentwicklung
- 1961: 3155 Einwohner[6]
- 1970: 3501 Einwohner[6]
- 1987: 3732 Einwohner
- 1991: 3882 Einwohner
- 1995: 4013 Einwohner
- 2000: 4090 Einwohner
- 2005: 4045 Einwohner
- 2010: 4015 Einwohner
- 2015: 4075 Einwohner
- 2023: 4274 Einwohner

Im Zeitraum 1988 bis 2018 stieg die Einwohnerzahl von 3817 auf 4136 um 319 Einwohner bzw. um 8,4 %.

## Politik

### Bürgermeister
Erster Bürgermeister ist Stefan Hemmerich (SPD). Dieser löste den vorherigen Bürgermeister Karl Hügelschäffer (CSU) in einer Stichwahl am 30. März 2014 ab. Hemmerich setzte sich am 15. März 2020 bei einer Wahlbeteiligung von 73,1 % gegen zwei Mitbewerber mit 57,0 % der Stimmen durch und wurde für weitere sechs Jahre gewählt.

### Marktgemeinderat
Die Gemeinderatswahl am 15. März 2020 führte bei einer Wahlbeteiligung von 73,1 % zu folgendem Ergebnis:
| Liste                          | Stimmenanteil | Sitze |
| CSU                            | 35,34 %       | 6     |
| SPD                            | 27,59 %       | 4     |
| Grüne                          | 17,58 %       | 3     |
| Offene Liste Markt Reichenberg | 19,49 %       | 3     |

### Wappen
| Wappen Markt Reichenberg | Blasonierung: „Unter silbernem Schildhaupt, darin ein schreitender, herschauender schwarzer Löwe mit untergeschlagenem Schwanz, in Rot ein Strauß von drei gestielten silbernen heraldischen Rosen mit goldenen Butzen.“ |
| Wappen Markt Reichenberg | Das Wappen wird seit 1980 geführt und geht auf den Grafiker Ossi Krapf zurück. |

## Wirtschaft und Infrastruktur

### Wirtschaft einschließlich Land- und Forstwirtschaft
2017 gab es in der Gemeinde 982 sozialversicherungspflichtige Arbeitsplätze. Von der Wohnbevölkerung standen 1613 Personen in einem versicherungspflichtigen Beschäftigungsverhältnis. Damit war die Zahl der Auspendler um 631 Personen größer als die der Einpendler. 42 Einwohner waren arbeitslos. 2016 gab es 49 landwirtschaftliche Betriebe.
Die größte und auch weltweit tätige Firma in Reichenberg ist Ilgenfritz Mechatronics. Ihren Sitz hat sie in Fuchsstadt, einem Ortsteil von Reichenberg.

### Verkehr
Reichenberg liegt an der Bahnlinie Stuttgart–Würzburg zwischen Lauda und Würzburg. Im Dezember 2010 ging, 800 Meter vom 1977 geschlossenen Bahnhof Reichenberg entfernt, ein  Haltepunkt in Betrieb. Seitdem halten hier tagsüber im Stundentakt Regionalbahnen der Linie RB 85 nach Würzburg und Lauda. Eine ÖPNV-Anbindung an die Stadt Würzburg via Busverkehr besteht etwa alle 30 bis 60 Minuten. Per Individualverkehr ist Reichenberg über die Bundesstraße B19 sowie ab der Anschlussstelle Kist über die Autobahn A7 oder über die Anschlussstellen Kist oder Heidingsfeld der Autobahn A3 erreichbar.

### Bildung
- Evangelische Kita Reichenberg[14]
- Kindertagesstätte Lindflur[15]
- Waldkindergarten "Schlupfwinkel"[16]
- Grundschule Reichenberg[17]

## Persönlichkeiten
- Martin Voit (* 1792 in Reichenberg; † 1825 an der Goldküste), Stabsarzt in Niederländischem Dienst an der Goldküste 1824–1825
- Leonhard Eißnert (* 1866 in Reichenberg; † 1949 in Offenbach am Main), hessischer Politiker
- Johann Karl Oestreicher (* 1925 in Reichenberg), Jurist, Richter am Bundessozialgericht
- Klaus Götzner, Musiker und Versicherungskaufmann, als Funky K. Götzner Schlagzeuger von Ton Steine Scherben und der Berliner Samba-Band Terra Brasilis.[18]
- Benjamin Heisenberg (* 1974 in Tübingen), Regisseur, Autor und bildender Künstler, ist in Reichenberg aufgewachsen
- Klaus Toyka (* 1945 in Biberach an der Riss), Professor für Neurologie, Kunst- und Kultur Mäzen hat 32 Jahre in Reichenberg gelebt